# 이와테후나코시역
이와테후나코시역(일본어: 岩手船越駅)은 일본 이와테현 시모헤이군 야마다정에 위치한 동일본 여객철도 야마다 선의 철도역이다. 상대식 승강장 2면 2선의 구조를 갖춘 지상역이다.

## 타는 곳
| 1 | ■ 야마다 선 | 상행 | 미야코 방면   |
| 2 | ■ 야마다 선 | 하행 | 가마이시 방면 |

## 역 주변
- 국도 제45호선
- 산리쿠 자동차도 야마다미나미 나들목
- 야마다 정청 후나코시 지소

## 역사
- 1936년 11월 10일 : 개업.
- 1987년
  - 3월 17일 : 이와테후나코시 역장이 폐지되어, 리쿠추야마다 역장 관리하에 함.
  - 4월 1일 : 일본국유철도 분할 민영화에 의해, 동일본 여객철도가 승계.
- 2001년 12월 : 관리역인 리쿠추야마다 역에서의 역무원 파견 폐지에 의해, 무인화.
- 2011년 3월 11일 : 동일본 대지진 피해 영향으로 인해 영업 중단.

## 인접 역
| 동일본 여객철도 야마다 선 | 동일본 여객철도 야마다 선 | 동일본 여객철도 야마다 선    |
| ------------------------- | ------------------------- | ---------------------------- |
| 오리카사 모리오카 방면    | ■ 야마다 선               | 나미이타카이간 가마이시 방면 |